# Maxence Fermine
Maxence Fermine és un escriptor francès que va nàixer a Albertville el 1968.

## Biografia
Maxence Fermine va passar la seva infància a Grenoble, tot i que més tard viurà tretze anys a París. Va estudiar a la Facultat de Lletres, però abandonà els estudis en decidir traslladar-se a Àfrica.
Després de viatjar per diverses ciutats africanes, finalment s'estableix a l'Alta Savoia. En aquesta ciutat resideix actualment amb la seva dona i les seves dues filles.

## La seva obra
Amb una carrera literària curta en el temps i amb una sorprenent joventut per a un escriptor de novel·les, Maxence Fermine ha aconseguit un gran èxit de crítica. La seva primera novel·la Neu, que va publicar a l'edat de trenta-un anys, li suposà des del principi la seva consagració com a gran promesa de la literatura contemporània.
En el seu estil es pot percebre la recerca de la puresa, una utilització intel·ligentíssima dels recursos, la reducció i la nitidesa del llenguatge. Tot això juntament amb una fortíssima sensibilitat per la bellesa fa que els seus preciosos contes es converteixin en petites joies que deixen el lector ebri de poesia.
Se l'ha comparat amb Coelho i amb Antoine de Saint-Exupéry. Amb el primer podria semblar que comparteix certa afinitat per l'elecció de temes però, mentre que amb Coelho el relat es torna faula moralitzant, el final perseguit per Fermine és la consecució d'un poema en prosa que acosta al lector la més bella visió de la realitat. Amb Exupèry comparteix el gust per la senzillesa i la bellesa de les petites coses.

## Obra
En francès ha publicat:
- Neige (1999)
- L'Apiculteur (2000)
- Sagesses et malices de Confucius le roi sans royaume(2001)
- Le Violon noir, roman (2000)
- Opium, roman (2002)
- Billard blues et Jazz blanc poker (2003)
- Amazone (2004)
- Tango Massaï (2005)
- Le labyrinthe du temps (2006)
- Le tombeau d'étoiles (2007)